# Tommaso Tittoni
Pour les articles homonymes, voir Tittoni.
Tommaso Tittoni (né le 16 novembre 1855 à Rome et mort dans la même ville le 7 février 1931) est un diplomate et homme politique italien.
Il est ministre des Affaires étrangères et brièvement président du Conseil au début du XXe siècle.

## Biographie

### Début de carrière politique
Il est né à Rome, à l'époque du Risorgimento, de Vincenzo, un patriote qui participa à plusieurs actions contre l'État pontifical et qui, en 1860, fut contraint de fuir avec sa famille en Campanie ; de retour dans la capitale seulement dix ans plus tard, il sera le premier Tittoni à devenir député et sénateur du royaume d'Italie.
Tommaso Tittoni a étudié le droit et, après avoir obtenu son diplôme, est entré en politique avec le groupe libéral-conservateur. Il est élu à la Chambre des députés en 1886 lors de la XVIe législature et y reste pendant quatre mandats jusqu'en 1897.
De 1898 à 1903, il est préfet, d'abord à Pérouse (15 mai 1898 - 1er septembre 1900), puis à Naples (1er septembre 1900 - 3 novembre 1903).
Il est ensuite nommé sénateur du Royaume par le roi Victor Emmanuel III de Savoie le 25 novembre 1902.

### Politique étrangère (1903-1920)
Il est ministre des affaires étrangères de 1903 à 1905 et n'est brièvement président du Conseil des ministres que pendant douze jours, du 16 au 28 mars 1905 : son gouvernement est le plus court de l'histoire de l'Italie unie. De mars à décembre 1905, il est ministre de l'Intérieur dans le gouvernement Fortis I.
Ambassadeur d'Italie à Londres (de février à mai 1906), il retrouve cette année-là le poste de ministre des Affaires étrangères dans le gouvernement Giolitti III et, à ce titre, doit faire face, en 1908, à la situation difficile créée par la crise bosniaque. Cet événement diplomatique est d'une telle importance qu'il est considéré comme la fin de facto de la Triple Alliance, l'Autriche-Hongrie refusant d'accorder à l'Italie la compensation territoriale convenue dans l'accord de 1891 en cas d'expansion autrichienne dans les Balkans.

#### La crise bosniaque
Le 6 octobre 1908, l'empereur François-Joseph Ier (en allemand Franz Joseph I) d'Autriche-Hongrie annonce à l'Europe l'annexion à son territoire de la Bosnie-Herzégovine, province officiellement ottomane mais que l'Autriche administre depuis 1878 en vertu du traité de Berlin. L'opinion publique italienne, interprétant l'article 7 de la Triple Alliance en faveur de l'Italie, exige que le ministre des Affaires étrangères Tittoni obtienne de l'Autriche une compensation territoriale ou autre.
Tittoni, qui s'était entretenu avec le ministre autrichien des Affaires étrangères, Alois Lexa von Aehrenthal, au sujet de la Bosnie, a immédiatement semblé avoir des difficultés à contenir les protestations. D'autant plus que le 6 octobre, dans un discours à Carate Brianza, le ministre italien avait demandé la confiance du peuple dans la question des Balkans. Toutefois, lorsqu'il est apparu clairement que l'Autriche n'avait pas l'intention d'accorder quoi que ce soit, la campagne de presse contre lui a été extrêmement dure. Afin de convaincre le gouvernement de Vienne de céder, Tittoni contacte à plusieurs reprises l'ambassadeur autrichien à Rome, Heinrich von Lützow, le suppliant de considérer, pour le bien des deux nations, la nécessité d'une compensation pour l'Italie ; mais la proposition du ministre italien d'ouvrir une université italienne à Trieste (alors autrichienne) est immédiatement rejetée.
Le 11 octobre, il demande à Aehrenthal d'user de « toute son influence pour que la question de la connaissance préalable et de l'approbation de l'annexion par l'Italie ne soit en aucune façon traitée par les milieux dirigeants autrichiens ou par la presse ». Deux jours plus tard, il revient à la charge avec Lützow au sujet des honoraires : si ce n'est pas Trieste, l'université italienne pourrait être établie à Trente, plus fidèle à l'empereur des Habsbourg. L'ambassadeur a communiqué la proposition à Aehrenthal qui a pris son temps.
Le 8 octobre, Tittoni avait déjà changé d'avis sur la possibilité d'une conférence internationale : il était trop tard lorsqu'il comprit que la meilleure solution ne serait pas une réunion tripartite entre l'Autriche, l'Allemagne et l'Italie, comme il l'avait initialement proposé, mais une conférence élargie à tous les pays qui avaient participé au congrès de Berlin. Pour apaiser l'opinion publique, il propose l'Italie comme lieu de réunion. Devant les premières perplexités du chancelier allemand Bülow, qui déclare que l'Autriche n'est pas d'accord, Tittoni déclare qu'en cas de refus de l'Autriche, la Grande-Bretagne (qui a au contraire accepté la conférence) enverra un ultimatum à l'Autriche, retirera son ambassadeur et enverra une escadre navale dans l'Adriatique. Dans cette situation, il aurait démissionné et l'Italie, pour ne pas se retrouver dans une grave crise avec la Grande-Bretagne, aurait dû abandonner la Triple Alliance.
L'ambassadeur Lützow, qui en fait part à Aehrenthal, remarque : « Apparemment, la loyauté de l'Italie envers l'alliance ne va pas jusqu'à supporter un tel comportement de la part de l'Angleterre" et le ministre autrichien des Affaires étrangères reste sur ses positions et rejette la menace italienne de quitter l'alliance. S'étant également retiré de la conférence, le ministre italien des affaires étrangères revient, le 26 octobre, sur la question des compensations, demandant cette fois un léger ajustement de la frontière italo-autrichienne afin que les « ruines d'Aquilée » puissent être restituées à l'Italie. Cette fois, le refus d'Aehrenthal est si décisif que le ministre autrichien reproche à son ambassadeur d'avoir même " permis une conversation sur la proposition d'un ajustement frontalier à Aquilée ».
C'est ainsi que Tittoni a dû se présenter devant le Parlement en décembre 1908 sans avoir obtenu ni compensation ni assurance concernant la conférence internationale. Cependant, il se défend habilement et parvient à ne pas subir les conséquences de la crise bosniaque, démontrant que la politique suivie par l'Italie avec l'Autriche était la seule viable dans ces circonstances.

#### A Paris

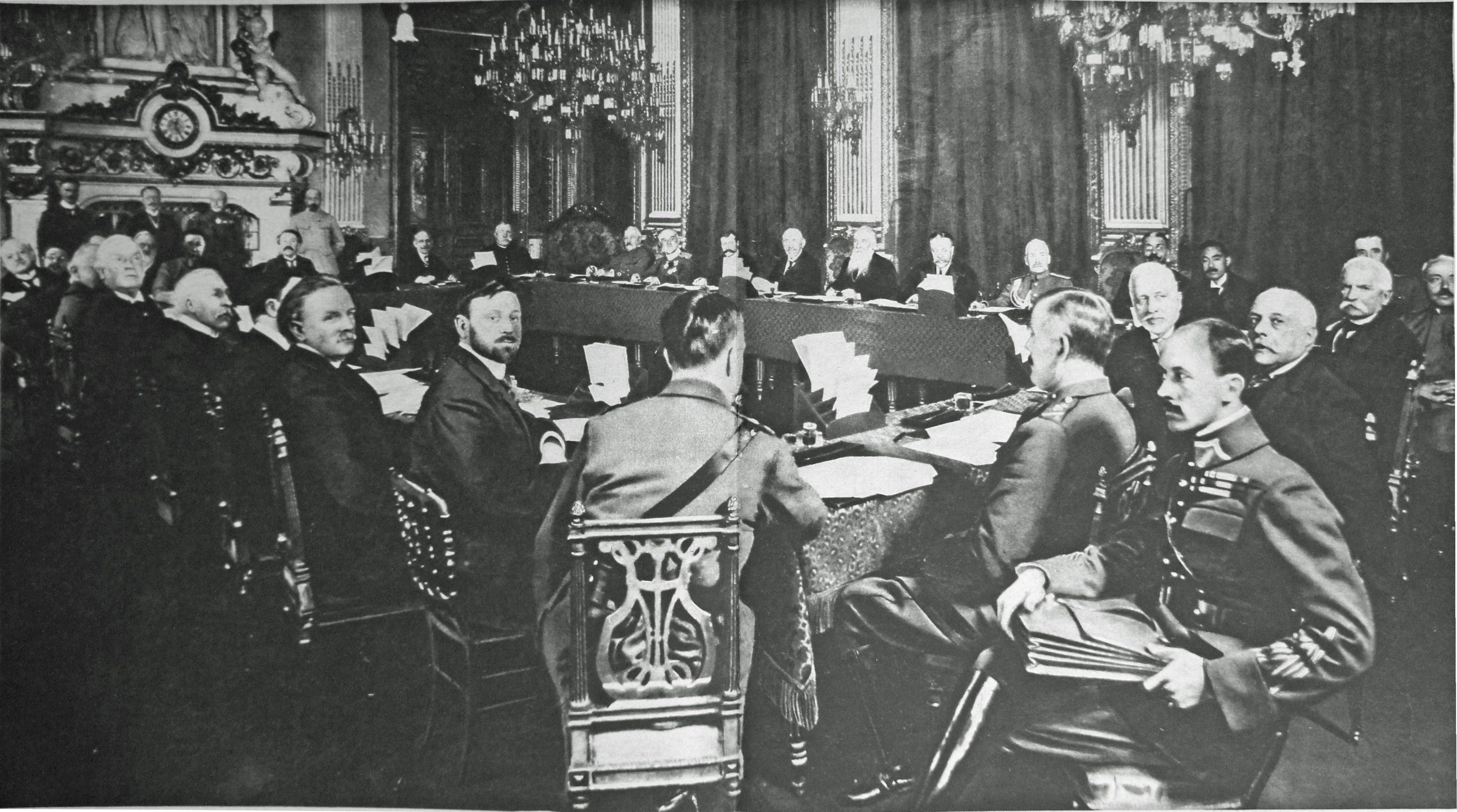
Tommaso Tittoni à la conférence des Alliés les 27-28 mars 1916

Après avoir quitté le Palazzo della Farnesina en décembre 1909, il a occupé le poste d'ambassadeur à Paris d'avril 1910 à novembre 1916. Il est ensuite ministre des affaires étrangères pour la troisième fois dans le gouvernement Nitti I, du 23 juin 1919 à décembre de la même année, et est également chef de la délégation italienne à la conférence de la paix de Paris jusqu'à la démission du gouvernement le 21 mai 1920.

#### Accord Tittoni-Venizelos
En tant que ministre des affaires étrangères du gouvernement Nitti, il conclut, le 29 juillet 1919, l'accord secret Tittoni-Venizélos en juillet 1919 avec le gouvernement grec d'Eleutherios Venizelos, afin de pouvoir coordonner le comportement grec à la conférence de paix de Paris sur la question albanaise et contenir les ambitions de la Serbie.
Avec l'établissement du royaume des Serbes, Croates et Slovènes, l'Italie se voit à nouveau menacée dans l'Adriatique, de sorte que la sécurité dans cette mer devient le leitmotiv du comportement italien lors de la conférence de paix et dans les années qui suivent immédiatement : Rome ne peut tolérer, après avoir éliminé le danger autrichien, de se retrouver avec une autre menace sur ses côtes. Les Slaves se sont en effet considérablement étendus, alors que le gouvernement italien avait estimé que leur élargissement se limiterait tout au plus au Monténégro.
Pour s'opposer aux Yougoslaves, qui bénéficient du soutien du président américain Woodrow Wilson, Tittoni conclut l'accord avec les Grecs : la Grèce soutiendra les demandes italiennes de mandat en Albanie et d'annexion de Vlora, tandis que l'Italie acceptera des ajustements territoriaux dans le nord de l'Épire et soutiendra la Grèce dans l'annexion des territoires faisant déjà partie de l'Empire ottoman (Épire, Macédoine, Thrace du Sud). L'Italie s'engage également à céder progressivement à la Grèce les îles du Dodécanèse, qu'elle avait prises à la Turquie en 1912.
L'accord était manifestement déséquilibré en défaveur de l'Italie, puisque l'Albanie avait été reconnue comme un État indépendant depuis 1912 et n'avait pas participé à la Première Guerre mondiale ; par conséquent, la limitation de sa souveraineté par l'Italie a produit un autre cas de violation du principe de nationalité dans la région des Balkans, révélant davantage le côté de la critique concernant un prétendu impérialisme italien. La Grèce, au contraire, obtient le soutien de l'annexion des territoires qui font déjà partie de l'Empire ottoman vaincu, dont certains ont été conquis grâce au sacrifice de l'armée italienne.
Le mois suivant, les Grecs ont rendu l'accord public. Les conséquences sont désastreuses pour l'Italie, qui doit faire face à une révolte anti-italienne à Vlora, tandis que le gouvernement pro-italien du sud de l'Albanie, basé à Durres, est renversé ; dans le même temps, un gouvernement hostile à l'Italie est installé à Tirana. L'extension de la révolte de Vlora, qui voit la garnison italienne assiégée, conduit Carlo Sforza, ministre des Affaires étrangères du prochain gouvernement Giolitti V, à dénoncer l'accord Tittoni-Venizelos et à conclure un traité d'amitié avec les Albanais (2 août 1920) ; le traité sanctionne l'abandon de Vlora, tout en maintenant l'îlot de Saseno, comme garantie du contrôle militaire italien des deux côtés du canal d'Otrante.

### Avec le fascisme

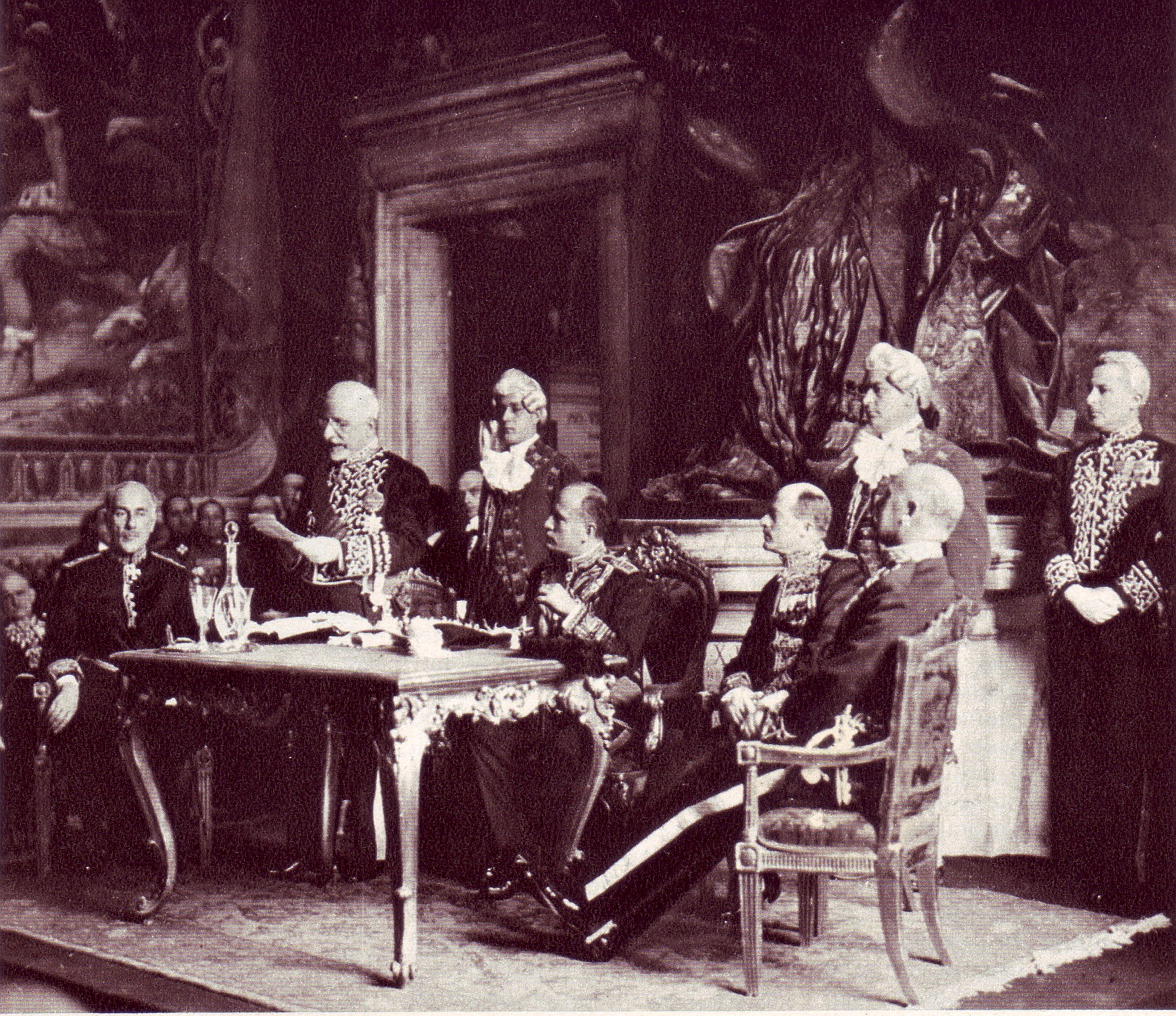
Le discours inaugural de l'Accademia d'Italia prononcé par Tommaso Tittoni

Du 1er décembre 1919 au 21 janvier 1929, il est président du Sénat.
Le 8 avril 1923, il est nommé chevalier de l'ordre suprême de la Très Sainte Annonciade par le roi Vittorio Emanuele III de Savoie.
Après la marche sur Rome, Tittoni soutient Mussolini. Attilio Pozzi, son neveu, a également participé à la marche sur Rome (Tittoni était le frère de sa mère), qui en 1944 était podestà de Montopoli di Sabina (commune de la province de Pérouse jusqu'en 1929, puis incluse dans la province de Rieti créée cette année-là).
En tant que représentant de l'Italie au Conseil de la Société des Nations, il exprime des positions libérales et désarmistes, critiquant la sévérité punitive envers l'Allemagne.
Membre de l'Accademia dei Lincei (Académie des Lyncéens), il a été choisi comme premier président de l'"Accademia d'Italia" (Académie d'Italie) (28 octobre 1929 - 16 septembre 1930), la plus importante institution culturelle de l'Italie fasciste. Entre 1928 et septembre 1930, en vertu de ses fonctions, il est membre de droit du Grand Conseil du fascisme. 
Il décède à Rome le 7 février 1931.
Il était membre de la franc-maçonnerie.

### Résumé

#### Carrière
- Préfet de Pérouse (15 mai 1898-1 septembre 1900)
- Préfet de Naples (1er septembre 1900-3 novembre 1903)
- Ambassadeur à Londres (mars-mai 1906)
- Ambassadeur à Paris (avril 1910-novembre 1916)

#### Fonctions politiques et administratives
- Président du conseil provincial de Rome (1892-1920)

#### Fonctions administratives
- Conseiller municipal de Rome (1884-1890)
- Conseiller municipal de Rome (1884-1890)
- Conseiller provincial de Rome pour le district de Bracciano et Campagnano di Roma (6 août 1881-31 décembre 1886)

#### Fonctions et titres
- Membre de la Cour permanente d'arbitrage de La Haye (1912)
- Ministre d'Etat (5 novembre 1916)
- Chef de la délégation italienne à la Société des Nations (1920-1922)
- Président de la Société anonyme "Nuova antologia" (1927)
- Membre national de l'Accademia dei Lincei (29 septembre 1921)
- Membre de l'Accademia d'Italia (18 mars 1929)
- Président de l'Accademia d'Italia (25 mars 1929-19 septembre 1930)
- Membre correspondant de l'université de Brescia (23 mars 1929)

#### Commissions sénatoriales
- Membre de la commission d'examen des projets de loi "Prolongation de la XXIVe législature" et "Octroi des droits électoraux aux citoyens ayant servi dans l'armée" (27 avril 1918).
- Président de la commission du règlement intérieur (6 décembre 1919-7 avril 1921) (15 juin 1921-10 décembre 1923) (2 juin 1924-21 janvier 1929)

## Distinctions honorifiques

### Distinctions italiennes
- Chevalier de l'ordre suprême de la Très Sainte Annonciade
- Chevalier grand-croix de l'ordre des Saints-Maurice-et-Lazare - 8 avril 1923
- Chevalier grand-croix de l'ordre de la Couronne d'Italie - 8 avril 1923

### Distinctions étrangères
- Chevalier grand-croix de l'ordre de l'Aigle rouge (Empire allemand)
- Chevalier grand-croix de l'ordre du Lion blanc (Tchécoslovaquie) - 20 juillet 1926

## Source
- (it) Cet article est partiellement ou en totalité issu de l’article de Wikipédia en italien intitulé « Tommaso Tittoni » (voir la liste des auteurs).